# Seznam ciprskih inženirjev
Seznam ciprskih inženirjev.

## B
- Halil Bereberoglu

## D
- Dervis Deniz

## K
- Yilmaz Kalfaoglu
- Nidai Kordal

## S
- Ibrahim Sezai